# Bittacus leptocercus
Bittacus leptocercus is een schorpioenvlieg uit de familie van de hangvliegen (Bittacidae). De wetenschappelijke naam van de soort is voor het eerst geldig gepubliceerd door Navás in 1934.
De soort komt voor in Tanzania.